# Hisashi Eguchi
Hisashi Eguchi (江口 寿史, Eguchi Hisashi) est un illustrateur, dessinateur de manga, animateur et créateur de dessins animés japonais. Il est né le 29 mars 1956 à Minamata dans la préfecture de Kumamoto, au Japon.
Il est d'abord connu pour ses mangas humoristiques publié chez Jump : Susume!! Pirates et Stop !! Hibari-kun !. Il devient ensuite illustrateur et sera reconnu comme le "roi de la pop" dans les années 80 et pour ses illustrations féminines.

## Biographie
Après ses débuts, l'auteur publie Stop !! Hibari-kun !, série humoristique mettant en scène la fille transgenre d'un chef de clan yakusa. Elle sera adaptée en série d'animation, qui connut un succès considérable grâce à un rythme humoristique et des gags tranchants.
Il est reconnu par les médias comme étant le meilleur illustrateur de jeunes filles du Japon avec des créations de personnages mignons, érotiques et élégants.
Mangaka de la nouvelle vague du manga japonais, il aurait également participé à la création du Pop Art japonais dans les années 1980 et serait la source d'inspiration de nombreux[Qui ?] dessinateurs de manga.
L'auteur a travaillé dans l'animation en tant que chara-designer dans Roujin Z de Katsuhiro Otomo et dans Perfect Blue de Satoshi Kon. Il est aussi connu pour ses illustrations (couvertures de livres, d'album de musique ou pour des marques de vêtements et d'alcool).
Il participe a la création du magazine Comic Cue en 1995 et invite Katsuhiro Otomo pour le premier numéro.
En 2021, il devient "ambassadeur du tourisme" de Minamata.

### Vie privée
Il se marie en 1990 avec l'idole japonaise Mari Mizutani (水谷麻里)[source insuffisante][réf. souhaitée].

## Œuvre

### Manga
- 1977 :
  - Osorubeki Kodomotachi (?), pré publié dans le magazine Weekly Shōnen Jump[13].
  - Susume!! Pirates (すすめ!!パイレーツ, Susume! ! Pairētsu?), pré publié dans le magazine Weekly Shōnen Jump ; 11 volumes publiés chez Shūeisha, republié en 6 bunkoban chez Kadokawa Shoten en 1996 puis en 4 kanzenban chez Shogakukan Creative (小学館クリエイティブ?) en 2008[BU 1].
- 1981 : Stop !! Hibari-kun ! (ストップ!! ひばりくん!, Sutoppu!! Hibari-kun!?), pré publié dans le magazine Weekly Shōnen Jump ; 4 volumes publiés chez Shūeisha, republié chez Futabasha (3 kanzenban en 1991), Homesha (2 bunkoban en 2004) et Shogakugan Creative (3 kanzenban en 2009)[BU 2].
3 tomes publié en français chez Le Lézard noir en 2020.
- 1982 : Hinomaru Gekijō (ひのまる劇場?), pré publié dans le magazine Weekly Shōnen Jump ; 2 volumes publiés chez Shūeisha, republiés en 1995[BU 3].
- 1983 : Kotobuki Gorō Show (寿五郎ショウ, Kotobuki Gorōshō?) ; publié chez Futabasha[BU 4].
- 1985 : “Eiji” (「エイジ」?), pré publié dans les magazines Fresh Jump et Oh Super Jump ; 1 volume publié chez Shūeisha[BU 5].
- 1990 : Go Ahead!! ; 1 volume publié chez Shūeisha[BU 6].
- 1991 : Eguchi Hisashi no Bakuhatsu Dinner Show (江口寿史の爆発ディナーショー, Eguchi Hisashi no Bakuhatsu dinā shō?) ; 1 volume publié chez Futabasha, republié en 1995[BU 7].
- 1994 :
  - Basic Pose 1152 (基本ポーズ1152, Kihon pōzu 1152?) ; 1 volume publié chez Heilongjiang Art Press[BU 8].
  - This is Rock!! (ＴＨＩＳ　ＩＳ　ＲＯＣＫ?) ; 1 volume publié chez Kadokawa Shoten[BU 9].
- 1995 :
  - Daily Pose 1007 (日常のポーズ１００７, Nichijō no pōzu 1007?) ; 1 volume publié chez Heilongjiang Art Press[BU 10].
  - Will you please bottle the acid? avec Tetsurō Kōno (河野 哲郎?), pré publié dans le magazine Comic Are! ; 1 volume publié chez Magazine House[BU 11].
  - Moving Pose 1223 ; 1 volume publié chez Heilongjiang Art Press[BU 12].
- 1996 :
  - Only in Dreams (ONLY IN DREAMS 江口寿史の世界ポストカ－ドブック, Only in Dreams Eguchi Hisashi Postercard Book?) ; 1 volume publié chez Heilongjiang Art Press[BU 13].
  - Couples (Ｃｏｕｐｌｅｓ　二人のポーズ?) ; 1 volume publié chez Heilongjiang Art Press[BU 14].
- 1997 : Ken to Erika (ケンとエリカ?), pré publié dans les magazines Big Comic Spirits et Manga Action ; 1 volume publié chez Magazine House, republié chez Futabasha en 2003[BU 15].
- 2000 : Chara-mono (キャラ者, Kyara-sha?) ; 3 volumes publiés chez Futabasha[BU 16].
- 2002 : Seishōnen no tame no eguchi hisashi nyūmon (青少年のための江口寿史入門?) ; 1 volume publié chez Kadokawa Shoten[BU 17].
- 2005 : Eguchi Hisashi Jump Works (江口寿史JUMP WORKS?)[BU 18].
- 2008 : Zero no Shouten, pré publié dans le magazine A-Zero ; publié chez Futabasha[BU 19].

- 2010 : Eguchi Hisashi no Okuradashi Yoruyou Super (江口寿史のお蔵出し 夜用スーパー, Eguchi hisashi no okuradashi yoru-yō sūpā?)[BU 20].

### Illustrations
En 2013, il illustre la couverture de l'album Date Course du groupe Lyrical School.
Depuis 2008, il dessine des affiches de promotion touristique pour Minamata, dont il a aussi dessiné des plaques d’égout.

## Analyse
L'auteur dessine essentiellement des femmes qu'il aurait souhaité être s'il était né femme.

## Récompenses
- 1992 - 38e prix Bungeishunjū du manga (prix du manga de Bungeishunjū, société d'édition japonaise)

## Sources